# Posada de San José
La posada de San José es un edificio de la ciudad española de Cuenca, situado en la parte alta de dicha localidad formando cornisa a la Hoz del Huécar y presentando fachada de acceso a la Ronda de Julián Romero con medianeras izquierda a edificio de viviendas y derecha al patio ‘Jardín del Clero’.

## Descripción
La edificación consta de varios cuerpos superpuestos que se van adaptando al gran desnivel existente entre la calle de acceso y el jardín hacia la Hoz del Huécar. El edificio original data del siglo XVII. Perteneció a la familia Mazo. Esta casa palacio, convertida hoy en posada, se conserva, casi en su integridad, en estado original y es uno de los escasos ejemplares que de  esa época ha llegado hasta nuestros días, para servir de modelo de cómo  eran otras mansiones señoriales que había en esta parte de la ciudad. Dispone de varias estancias y salones en distintos niveles, comunicados  entre sí por diversos tramos de escaleras e iluminados por huecos y galerías  abiertos a la Hoz del Huécar, a la que también se asoma un pequeño,  frondoso y ameno jardín. En su interior se encuentran restos de viguería medieval e islámica. La portada es de gusto purista herreriano, propio de la época, aunque  tardío, de nobles aunque no muy depuradas líneas. Consta de un ordenamiento  en pilastras toscanas, vaciadas con ataires, hueco central adintelado y, en el montante, hornacina de medio punto y fondo plano, del  mismo orden, en la que hay un tosco San José actual, bajo frontón partido y rematado con las bolas herrerianas y en el hueco de su vértice, una sencilla cruz en relieve. A ambos lados sendas cartelas con las armas de la familia Mazo.
Construida por Juan Bautista del Mazo en 1621, yerno y colaborador de Velázquez, pintor de cámara de Felipe IV, posteriormente sirvió de sede al Colegio de Infantes de Coro de la Catedral de San José, formado por doce niños cantores. Esta institución la fundó el canónigo y arcipreste Diego de Mazo  de la Vega, hijo del discípulo de Velázquez, y se constituyó en 1660, después de su fallecimiento. Su labor se prolongó hasta hace poco tiempo, y Pío Baroja en su novela La nave de los locos todavía pudo reflejar las impresiones que experimentó desde la terraza de la catedral al oír sus voces partiendo de este edificio. Se restauró para uso comercial en el siglo XX.